# Estat Lliure Popular de Württemberg

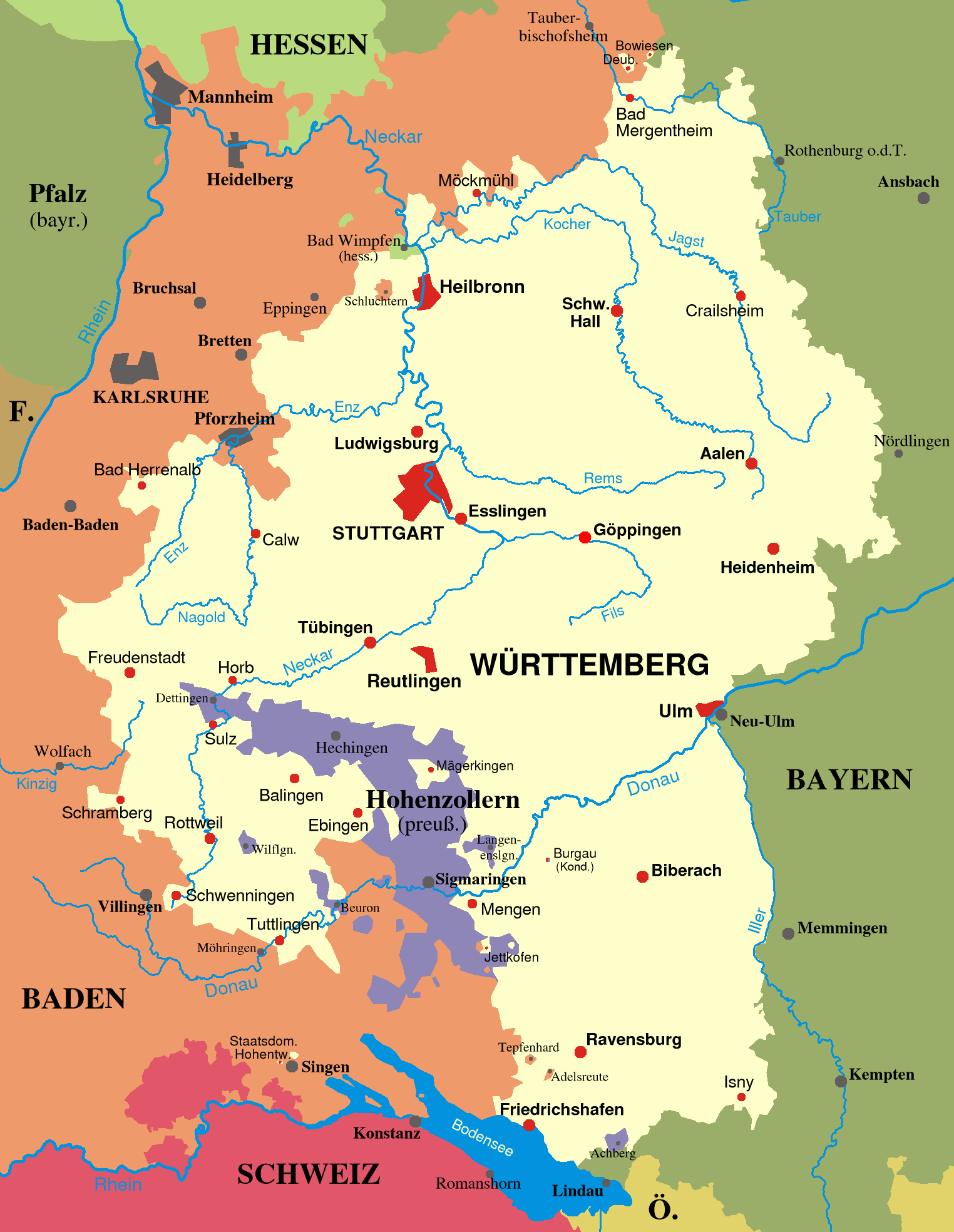
Territori

L' Estat Lliure Popular de Württemberg (Freier Volksstaat Württemberg) fou un dels estats territorials que van constituir l'anomenada República de Weimar. Fou format en el lloc de l'antic Regne de Württemberg, enderrocat el novembre de 1918. La seva capital fou Stuttgart. El seu territori forma part de l'actual estat federal de Baden-Württemberg.

## Història
Mentre Alemanya patia una revolució violenta cap a la fi de la Primera Guerra Mundial, el Regne de Württemberg va ser transformat d'una monarquia a una república democràtica sense vessament de sang. El rei Guillem II de Württemberg va abdicar el 30 de novembre de 1918. Després de la introducció de la seva nova constitució i la Constitució de Weimar el 1919, Württemberg va ser restablert com a membre del Reich Alemany.
En comparació amb l'agitació política que va afectar la República de Weimar, el desenvolupament polític en Württemberg es va dur a terme amb estabilitat i continuïtat. Els tres períodes legislatius del parlament de Württemberg des de 1920 fins 1932 van transcórrer esgotant la longitud prescrita de quatre anys, a diferència del que ha passat a nivell federal. Els socialdemòcrates van perdre d'hora la seva influència a Württemberg en la història de l'estat, i es van formar coalicions conservadores de 1924 a 1933. Malgrat les nombroses crisis financeres que van afectar Alemanya durant els anys 1920 i 1930, el desenvolupament econòmic de Württemberg va evolucionar millor que en molts altres estats alemanys, i la seva capital, Stuttgart, es va convertir en un centre regional de les finances i la cultura.
Amb la presa Nazi del poder nacional el 1933 i la següent eliminació de totes les organitzacions no nazis (Gleichschaltung), Württemberg i tots els altres estats alemanys van ser abolits, a la pràctica, però no de llei. El territori va ser fusionat per breu temps en el gau de Württemberg-Hohenzollern. Després de la Segona Guerra Mundial, Württemberg va ser dividit entre les zones d'ocupació aliades francesa i americana d'Alemanya i es va convertir en part de dos nous estats: Württemberg-Baden (governada pels nord-americans) i el més petit Württemberg-Hohenzollern governat pels francesos. Aquests dos estats van ser fusionats amb Baden el 1952 per formar el modern estat federat alemany de Baden-Württemberg.
L'ex-escut d'armes de l'estat va ser utilitzat posteriorment per la família Porsche com a inspiració per crear el logotip de l'empresa Porsche.

## Ministres-Presidents de Württemberg
- 1918-1920: Wilhelm Blos (SPD)
- 1920-1924: Johannes von Hieber (DDP)
- 1924-1924: Eduard Rau (en funcions)
- 1924-1928: Wilhelm Bazille (DNVP)
- 1928-1933: Eugen Bolz (Centre)
- 1933-1933: Wilhelm Murr (NSDAP)
- 1933-1945: Christian Mergenthaler (NSDAP)

### Reichsstatthalter i Gauleiter
- 1933-1945: Wilhelm Murr (NSDAP)

## Presidents del Landtag
- 1919-1920: Wilhelm Keil (SPD)
- 1920-1924: Karl Walter (Centre)
- 1924-1928: Theodor Christian Körner (WBWB)
- 1928-1932: Albert Pflüger (SPD)
- 1932-1933: Christian Mergenthaler (NSDAP)
- 1933-1933: Jonathan Schmid (NSDAP)
- 1933-1933: Karl Waldmann (NSDAP)